# Мустафа Решид-паша
Мустафа Решид-паша (тур. Koca Mustafa Reşid Paşa, 13 березня 1800, Стамбул — 17 грудня 1858) — османський дипломат і державний діяч, один з головних архітекторів соціально-політичних реформ епохи Танзимат.

## Життєпис
Двічі виконував обов'язки посла в Парижі та Лондоні, сприяв успішному вирішенню Єгипетського питання, був губернатором Едірне, міністром закордонних справ і шість разів — великим візиром (1846—1848, 1848—1852, 1852, 1854—1855, 1856—1857, 1857—1858). Його адміністративні здібності визнавали як соратники, так і противники.
Піднесення Решид-паші сприяло кар'єрному зростанню інших реформаторів, таких як Кечеджізаде Мехмед Емін Фуад-паша і Мехмед Емін Алі-паша.